# North Gosforth
Pour les articles homonymes, voir Gosforth.
North Gosforth est une banlieue de la ville de Newcastle upon Tyne, en Angleterre. Elle est située à quelques kilomètres du centre-ville, au nord du quartier de Gosforth (en). Administrativement, elle constitue une paroisse civile du comté métropolitain du Tyne and Wear. 

## Toponymie
Gosforth est un toponyme d'origine vieil-anglaise désignant un gué (ford) utilisé par des oies (gōs). Il est attesté en 1166 sous la forme Goseford.

## Démographie
Au recensement de 2011, la paroisse civile de North Gosforth comptait 5 639 habitants.

## Culture locale et patrimoine
La paroisse civile de North Gosforth comprend 11 monuments classés, parmi lesquels :
- Brandling House, un manoir du XVIIIe siècle[4] ;
- le Border Minstrel, un pub installé dans un pavillon du manoir[5] ;
- les ruines d'une chapelle mentionnée pour la première fois en 1296[6].

L'église du Sacré-Cœur (en), construite vers 1865 et dédiée à la foi catholique depuis 1912, se trouve juste au nord des limites de la paroisse civile.